# Helcogramma fuscopinna
Helcogramma fuscopinna es una especie de pez de la familia Tripterygiidae en el orden de los Perciformes.

## Morfología
• Los machos pueden llegar alcanzar los 6 cm de longitud total.

## Hábitat
Es un pez de mar  y de clima tropical y asociado a los  arrecifes de coral que vive hasta los 10 m de profundidad.

## Distribución geográfica
Se encuentra desde Sudáfrica y Arabia hasta Taiwán y Nueva Guinea.